# 主体と客体
ここでは主体と客体（しゅたいときゃくたい）および主観と客観（英: subject and object）について説明する。

## 概説
これらの用語や概念がどのような経緯で用いられ、指す内容がどのように変化してきたかについて、これまで現代人の哲学的知識とは異なることが起きてきた。そこで順を追って解説する。

### 古代から近代初頭
アリストテレスの段階
アリストテレスは希: ὑποκείμενον　英語表記:Hypokeimenon ヒュポケイメノン、という用語を用いていた。ヒュポケイメノンは、ヒュポ＋ケイメノン ＝下に + 置かれたもの、という意味の語である。また、アリストテレスはantikeimemonという言葉も用いていた。これは「向こうがわに置かれたもの」という意味である。antikeimenonは『形而上学』においては、複数形で登場し、「たがいに対立しあうもの」という意味で用いられ、Περὶ Ψυχῆς 『ペリ・プシュケース』では単数形で登場し、「思考や感覚の働きに対置されるもの」という意味に使われた。ただし、アリストテレスにおいてはhypokeimenonとantikeimemonは特に対をなしていたわけではない。
ラテン語への翻訳
アリストテレスの「hypokeimenon」は、属性の担い手である「基体」や文法上の主語を意味していて、それらが（中世ヨーロッパで）ラテン語のsubjectumやsubstratum、substantia、suppositumなどと訳された。またアリストテレスの『形而上学』の「antikeimemon」は、ラテン語ではoppositaと訳され、『ペリ・プシュケース』の単数形の「antikeimemon」はobiectumと訳された。中世から近世初頭にかけて使われたラテン語の訳語 subjectumとobiiectumも、対概念を成していたわけではない。
subiectumとobiectivusの意味の相互に異なる変遷
実は、hypokeimenonおよびそれのラテン語訳subiectumは、古代ギリシアからヨーロッパ近代初頭までは、一貫して（属性を担う）「基体」や（文の）「主語」を意味していたのであり、カント以降の「主観」という意味はまったく含まれていなかった。実は、近代初頭までのsubiectumは、心の外にそれ自体で自存するものであった。
一方、obiectivusのほうは、意味がかなり変遷してきた。アリストテレスにおいてantikeimenonが「対象」を意味していたが、ラテン語に翻訳されたobiectivusは中世のスコラ学や近代初頭の哲学において「quod obiicitur intellectui 知性に投影されたもの」を意味するようになった。
それがよくわかることに、たとえばデカルトやスピノザのもとにおいても、realitas obiectiva というのは、 realitas actualis（現実的事象内容）や realitas formalis（形相的事象内容）と対比的に、「単に表彰されたかぎりでの事象内容」つまり可能的事象内容を意味していたのである。
したがって、中世から近代初頭まで、実は、subiectumのほうが、それ自体で存在する客観的存在者を意味し、obiectumのほうが主観的表象を意味していたのであったのだが、これがカントのころから意味が逆転し、ラテン語のsubiectumとobiectumがドイツ語に訳されたSubjektとObjektが、カントあたりでそれぞれ（現在のような）「主観」と「客観」を意味するようになり、しかもカントあたりで二つの用語・概念が対をなすように扱われるようになったのである。

### 近代初頭以降
subject
現象の属性・形質・様態は変化しうるものであるから、その同一性を担うものではあり得ない、という分析から、それらの特性を皿やお盆や机のように上に載せている且つ下に置かれたものがあって、載せられたものは変化するが載せている側のものは不変である、という発想が生じ、こうして現象（の同一性）の基盤であって、それ自体は現象としては現れない、実体という概念が立てられた。なお、この発想は主語と述語、という印欧語に特徴的な文法構造にも影響されている。
デカルトの懐疑論的な、現象主義の枠組みにおいては、認識の向こう側に存在する外在的な実体というものが方法論的に疑われた。かわりに、いわば認識の手前に位置するコギト（思惟)する我(ego）こそが、現象や観念(idea)の基体(subject)であると、すなわちその同一性を担う存立基盤であると、見なされた。この傾向はカントにおいてよりはっきりと顕著になる。
ヘーゲルにおいては、このsubjectが認識論的なだけでなく実践的な対立矛盾の相において把握されることになり（言語哲学的な表現をすれば文の主語としてのsubjectから発話の主としてのsubjectへと移行し）、この意味合いではとくに主体という訳語を受け取ることとなった。
object
ここで、objectに客観という意味が発生した。

客観と主観は、この世界の様態を捉えるために広く用いられる、基本的な枠組みのひとつである。世界を構成するものとして、「見る側のもの、知る側のもの（主体）」と「見られるもの、知られるもの（客体）」の2種類の存在を認める。
- 客体とは感覚を通して知ることができるものであり、いわゆる物である。
- 主体とは感覚を受け取るものであり、意識である。

この枠組みを肯定し、主体と客体はいずれか一方を他方に解消することができないと考える哲学的な立場を主客二元論と呼ぶ。これに対し、全ては物質的な存在やそれらが引き起こす出来事であるとする立場は唯物論と呼ばれる。また、全てが意識の産物であって、外界や物質的存在があることを認めない、あるいは強く疑う立場は独我論、唯我論などと呼ばれる。ヴェーダの宗教などでは、主体と客体の分離が消失する場合があるとし、それを重視する考え方もある。「主客一体」「梵我一如」などと呼ばれる。いずれの立場も、他の2者を意識しつつ構築されることが多く、主体と客体という分類枠組みは、肯定されるにせよ否定されるにせよ、ある程度理解、共有されている。（しかし仏教、特に中観派においては、主体と客体というような二項対立的な見方を謬見として徹底的に斥ける。この延長線上で実践したのが中国唐代の禅宗であり、彼らの目標は「主と客」という意識（念）の起きる以前の意識の探求であった。またヨーロッパにおける脱近代の思潮にもこのような見方があることも特筆しなければならない。）
また、これらとよく似た、関連の深い区別が、認識論の領域においても存在している。すなわち、主観と客観の区別である。
主体と客体は、このように世界のありさまを捉えるための枠組みだが、同様の、密接に関連した区別が人間のありさまを捉えるためにしばしば用いられる。意識や心と身体との区別である。哲学的には、両者の区別を肯定、前提する立場は実体二元論と呼ばれる。
科学的な研究は、通常、物質的な存在、事象の観察と理論化を通じて行われる。社会科学でも、そのような経験論的アプローチをとる学問は多い。直接観察できない事象については言及、仮構を控える行動論主義のような立場もある。こうした認識論的な態度を一般に客観主義と呼ぶ。この立場の特徴は物事についての客観的な事実を確定することを研究の目標とし、またそれが可能であると考える立場である。
それに対し、内省や内観を重んじる立場もある。フッサールの現象学やその成立にも影響を与えている心理学の一部、また宗教的瞑想などは、物事の真理に到達するために観察ではなく意識や自己のあり方、理解や直観の性質を考察する。これは一見奇妙なアプローチだが、人が通常客観的な存在だと前提している物事が、よく吟味してみるとそうとは言えない、といった点を明らかにする効果などがあり、必ずしも無意味な思弁に終始するとは限らない。
また、カントのように人間は特定の形式（時間と空間）に沿ってしか現象を認識できず、ありのままの事物（物自体 Dinge an sich）を知ることは不可能である、と考えることは現代においても比較的広く受け入れられている発想である。必ずしも物事の直接的な観察に基づく研究ではない数学が現代科学で決定的な役割を果たしていることは、しばしばこれと関連づけられる。

## 用語法

### 客観的実在と主観的実在
主観と客観を論じるにあたっては、いくつかの伝統的な用語法が用いられている。多くの哲学者は、客観的実在という用語を、意識から独立して存在している事物を指すために用いている。これに対して、主観的実在とは、広い意味での意識に依存する事物を意味する。例えば、知覚されている色や音は、それらが意識作用に服している限りにおいて実在する。この他にも、とりわけ幸福や悲嘆などの感情は主観的実在であると考えられる。

### 客観的知識と主観的知識
客観的知識とは、文字通り客観的実在に関する知識である。これに対して、主観的知識とは、主観的実在に関する知識である。
他方で、別の用法によれば、主観的知識とは、ある個人の主観的状態に関する知識である。このような知識は、他者の主観的状態に関する知識から区別され、また当然に、客観的知識からも区別される。このような定義の下では、他者の主観的知識も客観的知識に属する。なぜなら、他者の主観的状態は私の主観的状態から独立しているからである。つまり、他者の主観的状態は、それが私の知覚に依存していないという意味で、私から見れば客観の一種である。
最後に、最もよく知られている用語法は、ある主張が有する論拠との関連で用いられ、この場合には、客観的知識とは十分に根拠付けられた知識を言い、反対に主観的知識とは不十分にあるいはほとんど根拠付けられていない知識を言う。客観的に強力な論拠に支えられた判断や信念は、客観的判断ないし客観的信念とも言われ、理性的存在一般にとって満足のいく証拠にもとづいている。これに対して、主観的判断ないし主観的信念とは、理性的存在一般が納得するわけでないような証拠にもとづくものである。これには、必然的に特定の人物（単・複）にしか利用可能でない証拠にもとづくものも含まれる。

### 特殊な用語法
法学の分野では、主観とは通常、事件の当事者が契約や不法行為あるいは犯罪行為にあたってどのような認識や判断を持っていたのかという意味で用いられ、逆に客観とは、当事者ではなく第三者が行為時にその契約や行為を冷静に見たならばどのように見えたのかという意味で用いられる。つまり、このような用語法においては、主観とは訴訟当事者のないし関係者の判断のことであり、客観とは部外者としての通常一般人の判断のことである。例えば、瑕疵担保における価値の主観説と客観説は、前者は訴訟当事者がいくらと評価したかであり、後者は市場がいくらと評価するかである。
また、映像手法における主観（Point-of-view shot）とは、登場人物の視点で撮影された映像を指す。ホラー映画やアダルトビデオなどの映像作品で、視聴者に臨場感を与える際に用いられる。